# Dan Quayle

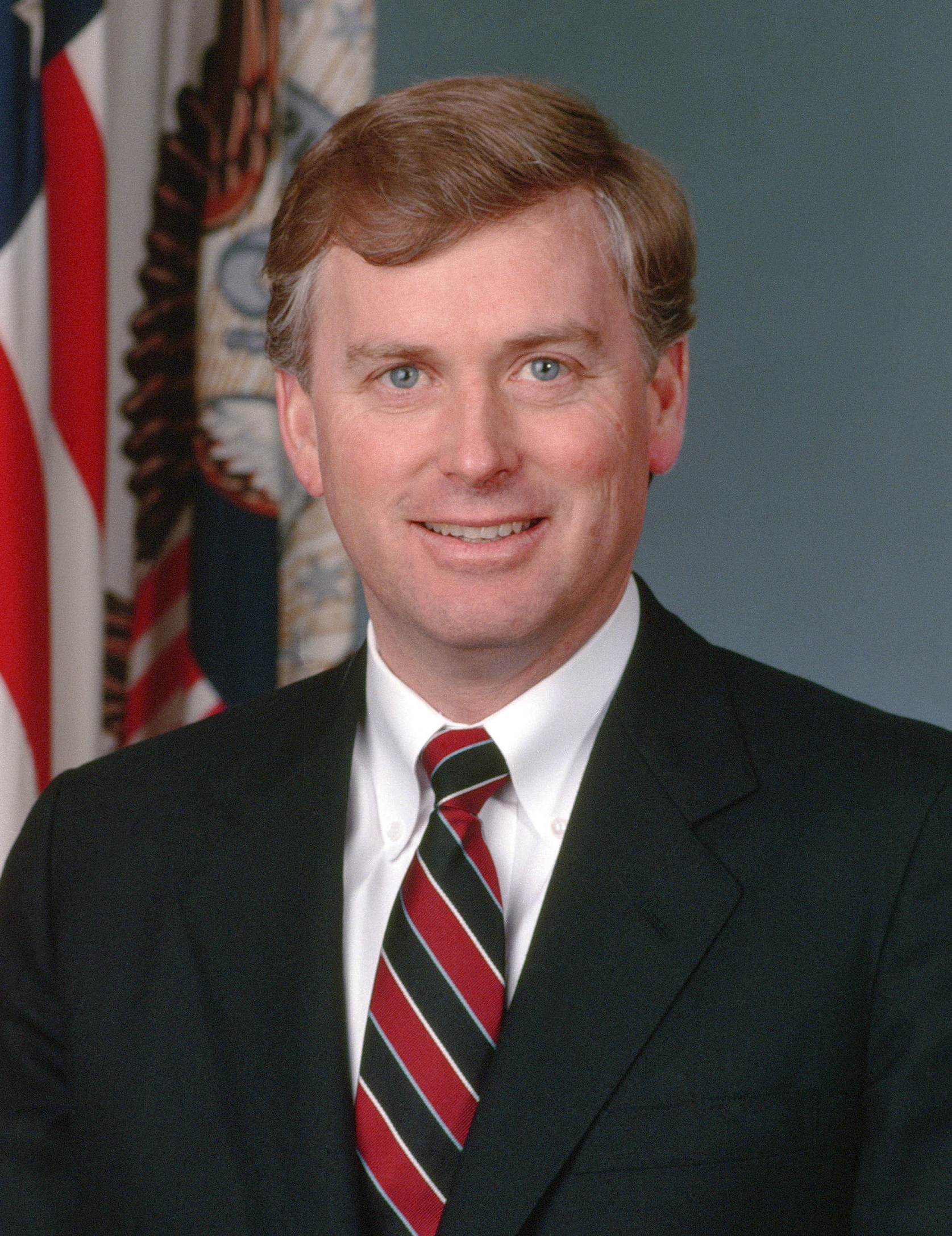
Dan Quayle (1989)

James Danforth „Dan“ Quayle (* 4. Februar 1947 in Indianapolis, Indiana) ist ein US-amerikanischer Politiker der Republikanischen Partei. Von 1989 bis 1993 war er unter George Bush der 44. Vizepräsident der Vereinigten Staaten. Zuvor hatte er von 1977 bis 1989 beiden Häusern des Kongresses angehört.

## Leben

### Familie, Ausbildung und Beruf
Dan Quayle wurde als Sohn von James C. Quayle und Corrine Pulliam Quayle geboren. Sein Urgroßvater väterlicherseits wanderte von der Isle of Man in die Vereinigten Staaten aus, woher auch der Nachname stammt. Der Vater seiner Mutter, Eugene C. Pulliam, war ein Magnat, der in Indiana und Arizona eine Reihe von Zeitungen betrieb, unter anderem The Arizona Republic, und durch editorische Eingriffe vom rechten Rand Einfluss auf die Politik nahm.
Sein Studium an der DePauw University in Greencastle beendete Dan Quayle als Bachelor der Politikwissenschaft. Von 1969 bis 1975 diente Quayle in der Nationalgarde von Indiana. Während seiner Dienstzeit studierte er Jura in Indianapolis und schloss dieses Aufbaustudium 1974 als Juris Doctor ab, woraufhin er in Huntington als Anwalt zu arbeiten begann. Er arbeitete zeitweilig auch für die Huntington Herald-Press, eine von seinem Vater geleitete Lokalzeitung, und war bis 1988 deren Vizepräsident.
Mit seiner Frau Marilyn hat er drei Kinder. Sein zweitältester Sohn, Ben Quayle, war von 2011 bis 2013 republikanischer Abgeordneter für den Bundesstaat Arizona im Repräsentantenhaus der Vereinigten Staaten.

### Politik

Quayle (rechts) mit George Bush vor dem Weißen Haus, 1992

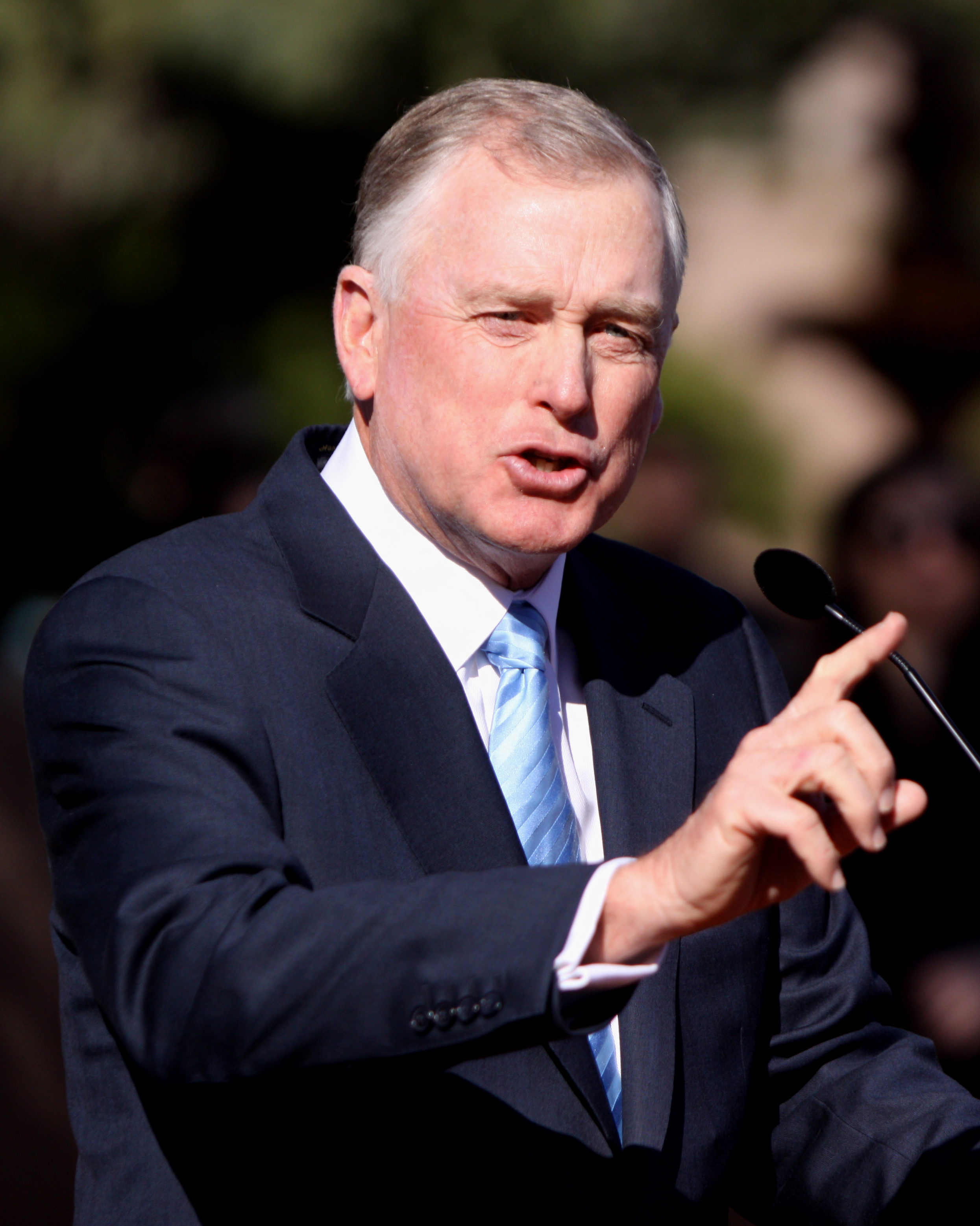
Quayle im Jahr 2011

Quayle gehörte von 1977 bis 1981 dem Repräsentantenhaus der Vereinigten Staaten an. Er war bei der Wahl 1976 im 4. Kongresswahlbezirk Indianas gewählt worden, indem er den demokratischen Mandatsinhaber J. Edward Roush mit 54 Prozent der Stimmen besiegte. Quayle gewann die Wiederwahl 1978 mit 64 Prozent. Bei der Wahl 1980 wurde er für Indiana in den Senat gewählt, in dem er vom 3. Januar 1981 und nach einer Wiederwahl 1986 bis zu seinem Ausscheiden am 3. Januar 1989 diente.
Auf dem Parteitag der Republikaner Mitte 1988 wählte ihn Präsidentschaftskandidat George H. W. Bush zu seinem Anwärter für die Vizepräsidentschaft aus. Bei der Wahl am 8. November 1988 errangen Bush und Quayle einen komfortablen Sieg gegenüber den Demokraten Michael Dukakis und Lloyd Bentsen. Am 20. Januar 1989 wurde Quayle zum Vizepräsidenten vereidigt und trat damit Bushs Nachfolge an, der den Eid zum Präsidenten ablegte. Kurz nach dem Fall der Berliner Mauer äußerte Quayle, die Wiedervereinigung Deutschlands sei unausweichlich. Für die Wahl 1992 wurde Quayle erneut als Running Mate Bushs aufgestellt. Das Duo Bush–Quayle verlor die Wahl im November desselben Jahres. Quayle schied daher nach einer Amtszeit turnusgemäß am 20. Januar 1993 aus dem Amt des Vizepräsidenten. Sein Nachfolger wurde Al Gore unter Präsident Bill Clinton.
Bei der Vorwahl zur Präsidentschaftswahl 1996 trat Quayle als Kandidat für seine Partei an, zog sich aber wegen gesundheitlicher Probleme aus dem Rennen zurück. Im April 1999 kündigte er an, sich wiederum um die republikanische Nominierung zum Präsidentschaftskandidaten für die Wahl 2000 zu bewerben, trat jedoch schon wenige Monate später von der Kandidatur zurück. Bei der Präsidentschaftswahl 2016 sprach sich Quayle für Jeb Bush aus; nachdem Donald Trump die Vorwahlen gewonnen hatte, unterstützte Quayle diesen.
Laut des Buchs Peril von Bob Woodward und Robert Costa spielte Quayle eine wichtige Rolle als Berater von Vizepräsident Mike Pence im Kontext des Sturms auf das Kapitol in Washington 2021. Quayle habe demnach seinem ebenfalls aus Indiana stammenden Nachfolger Pence, welcher von Präsident Trump unter Druck gesetzt worden sei, das Wahlergebnis der Präsidentschaftswahl 2020 bei der Zertifizierung im Kongress zurückzuweisen, den nicht vorhandenen Handlungsspielraum verdeutlicht:

“Mike, you have no flexibility on this. None. Zero. Forget it. Put it away.”

„Mike, du hast hierbei keinen Handlungsspielraum. Keinen. Null. Vergiss es. Leg es weg.“

“[...] You don't know the position I'm in.”

„[...] Du weißt nicht, in welcher Position ich bin.“

“I do know the position you're in. I also know what the law is. You listen to the parliamentarian [who issues rulings about congressional authority]. That's all you do. You have no power.”

„Ich kenne deine Position sehr wohl. Und ich kenne auch das Gesetz. Du hörst dem Abgeordneten zu [welcher über die Befugnisse des Kongresses entscheidet]. Das ist alles, was du tust. Du hast keine Macht.“

Entsprechend weigerte sich Pence schließlich, der Forderung von Donald Trump nachzukommen, und zertifizierte trotz des Sturms auf das Kapitol das Wahlergebnis.

### Cerberus Capital Management
1999 wechselte Quayle zu Cerberus Capital Management. Cerberus ist neben KKR, Blackstone, TPG Capital und Bain Capital eine der weltweit führenden Private-Equity-Beteiligungsgesellschaft. Cerberus ist unter anderem im so genannten Distressed-debt-Segment engagiert, dem Aufkauf von Schulden Not leidender Unternehmen. Aufgrund dieser Spezialisierung werden Fonds wie Cerberus im Finanzjargon als Vultures (Geier) bezeichnet. Quayle wurde als Vorsitzender des Unternehmensbereichs Global Investments tätig. Als Vorsitzender des internationalen Beirats von Cerberus versuchte er den ehemaligen kanadischen Premierminister Brian Mulroney anzuwerben, der bei einer erfolgreichen Übernahme von Air Canada durch Cerberus zum Vorsitzenden ernannt worden wäre. Aber die Übernahme scheiterte.
Anfang 2014 reiste Quayle nach Belfast, in dem Versuch, die Genehmigung für ein Geschäft zu beschleunigen, bei dem Cerberus von der National Asset Management Agency Irlands Anleihen in Höhe von fast 1,3 Milliarden Pfund erwarb. Die irische Regierung untersuchte das Geschäft, und die Börsenaufsichtsbehörde (Securities and Exchange Commission), das Federal Bureau of Investigation und der Staatsanwalt des südlichen Bezirks von New York untersuchen Quayles Beteiligung als potenziell „sehr schwerwiegenden“ Missbrauch des Amtes des Vizepräsidenten.
Ab Dezember 2018 war Quayle Vorsitzender von Global Investments bei Cerberus.

## Kontroversen
Vor der Präsidentschaftswahl trat Quayle am 5. Oktober 1988 in Omaha, Nebraska zu einem Fernsehduell mit dem demokratischen Vizepräsidentschaftskandidaten Lloyd Bentsen an, bei dem ihn Moderator Tom Brokaw auf sein Alter und seine geringe Erfahrung ansprach. Er entgegnete, er sei erfahrener als manche Vizepräsidentschaftskandidaten in der Vergangenheit und habe ebenso viel Kongresserfahrung wie John F. Kennedy („Jack Kennedy“), als dieser sich um die Präsidentschaft beworben habe, weshalb er für den Fall, dass er das Amt von Bush übernehmen müsse, gerüstet sei. Sein Konkurrent Bentsen erwiderte:

“Senator, I served with Jack Kennedy.
I knew Jack Kennedy.
Jack Kennedy was a friend of mine.
Senator, you are no Jack Kennedy!”

„Senator, ich habe mit Jack Kennedy zusammengearbeitet.
Ich kannte Jack Kennedy.
Jack Kennedy war mein Freund.
Senator, Sie sind kein Jack Kennedy!“

Quayle antwortete sichtlich überrascht: “That was really uncalled for, Senator.” („Das war wirklich unangebracht, Senator.“) Diese Reaktion zeigten die Demokraten in der Folge immer wieder in ihren Wahlwerbespots.
Quayle wurde während seiner Amtszeit von Teilen der amerikanischen Öffentlichkeit vehement kritisiert, hauptsächlich wegen seiner als mangelhaft betrachteten sprachlichen und intellektuellen Fähigkeiten. Zum Opfer auch internationalen Spotts wurde er, als er vor laufenden Fernsehkameras einen Volksschüler anwies, das von diesem korrekt geschriebene Wort „potato“ (Kartoffel) durch ein „e“ am Ende zu ergänzen. Diese Schreibweise war im 19. Jahrhundert als Alternative durchaus üblich, wird seitdem aber nicht mehr genutzt. Für seine missglückte Bildungspolitik wurde ihm 1991 der Ig-Nobelpreis – ein satirischer Preis – verliehen mit der Begründung „consumer of time and occupier of space, for demonstrating, better than anyone else, the need for science education“.
Einen Entrüstungssturm – vor allem unter Frauen – löste seine Kritik an der fiktiven Serienheldin Murphy Brown aus, die aufgrund des von ihr „gewählten Lebensstils“ als alleinerziehende Mutter für die „Verarmung von Werten“ in den Vereinigten Staaten mitverantwortlich sei. Quayle vertrat 1992 die Ansicht, das Album 2Pacalypse Now des Rappers Tupac Shakur solle aus dem Handel genommen werden und habe keinen Platz in der amerikanischen Gesellschaft, weil es zu Gewalt führe. Ein Polizist war von einem 19-Jährigen umgebracht worden, während er angeblich dieses Album hörte.
Er geriet, ähnlich wie später George W. Bush, wegen seines Dienstes in der Nationalgarde während des Vietnamkrieges in die Kritik, der von politischen Gegnern als Umgehung des Militärdienstes in der US Army bewertet wurde.